# 紙

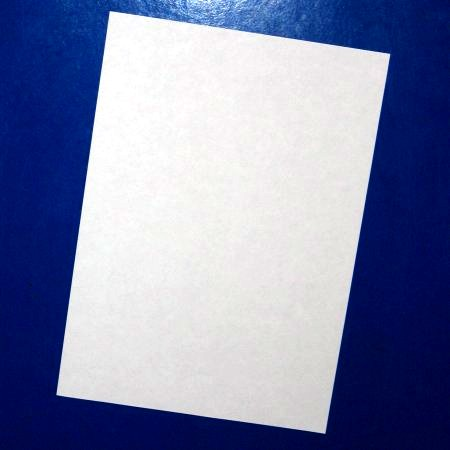
白紙

紙（かみ）またはペーパーとは、植物などの繊維を絡ませながら薄く平（たいら）に成形したもの。日本産業規格 (JIS) では、「植物繊維その他の繊維を膠着させて製造したもの」と定義されている。

## 概要
広義の紙は、直径100マイクロメートル以下の細長い繊維状であれば、鉱物・金属・動物由来の物質、または合成樹脂など、ほぼあらゆる種類の原料から作れる。例えば、不織布は紙の一種として分類されることもある。しかし一般には、紙は植物繊維を原料にしているものを指す。製法からも、一般的な水に分散させてから簀の子や網の上に広げ、脱水（水を抜く）・乾燥工程を経て作られるもの以外に、水を使用しない乾式で製造したものも含まれる。
紙の用途は様々で、原初の紙は単純に包むための包装用に使われた。やがて筆記可能な紙が開発され、パピルスや羊皮紙またはシュロ・木簡・貝葉などに取って代わり情報の記録・伝達を担う媒体として重宝された。
やがて製法に工夫がこらされ、日本では和紙の技術確立とともに発展し、江戸時代には襖や和傘、提灯・扇子など建築・工芸材料にも用途を広げた。西洋では工業的な量産化が進行し、木材から直接原料を得てパルプを製造する技術が確立された。
19世紀に入るとイギリスでフルート（段）をつけた紙が販売され、瓶やガラス製品の包装用途を通じて段ボールが開発された。さらにクラフト紙袋など高機能化が施され、包装用としての分野を広げ現在に至る。
材料としては種類や加工法が豊富、加工の技術が比較的容易、安全などの特徴がある。

## 紙の原料
製紙用として使用される繊維素材には、植物性天然繊維、動物性天然繊維、人造繊維などがある。

### 植物性天然繊維
紙の原料である植物繊維細胞壁の成分は、セルロース・ヘミセルロース・リグニンに細分される。セルロースが骨格を、ヘミセルロースが接続を、リグニンが空隙充填を担う。セルロースは、水素結合によって結びつく性質がある。紙を構成する繊維がくっつき合うのは、主にこうした水素結合のためである。一方、水素結合は水が入るとすぐ切れるため、防水加工していない紙は水濡れに弱い。

#### 茎幹繊維
- 木材木材

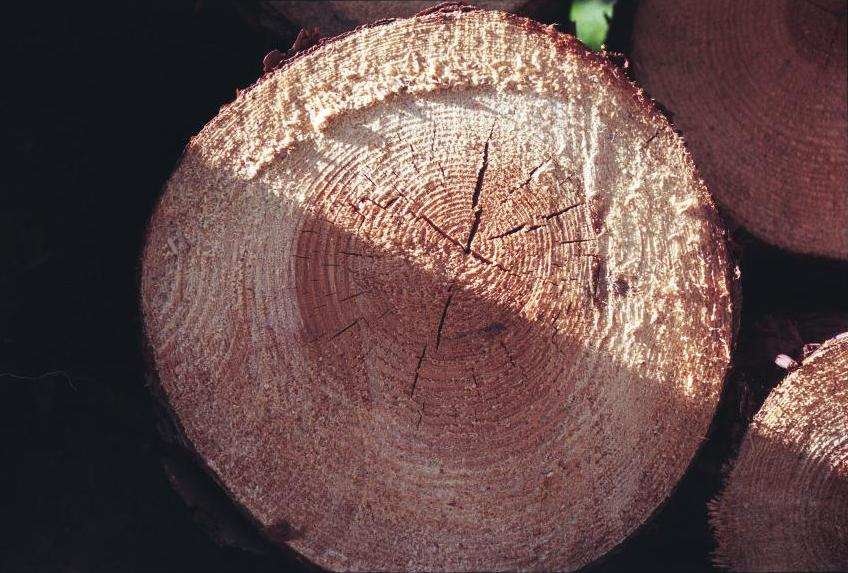
木材

  - 広葉樹には、ブナ・カエデ・クリ・キリ・カバ・ニレなどがある[7]。
  - 針葉樹には、スギ・マツ・モミ・ヒノキ・ツガなどがある[7]。

（#木材パルプも参照）
- 靭皮繊維
  - 木材性のものとして、コウゾ・ミツマタ・ガンピなどがある[7]。
    - コウゾ - 和紙の主原料となっている。
    - ミツマタ - 日本の紙幣の原料として混ぜられている。

  - 草本性のものとして、アサ・亜麻・ケナフなどがある[7]。
    - アサ - 中国で紙が発明されたときの主原料だった（リネンパルプ）。
    - 亜麻 - イスラム世界で紙の主原料となった。ヨーロッパでも木材からの製紙が普及するまではよく使われた。
    - ケナフ - 成長が非常に早いため、木材の代替候補として注目された。
- 単子葉植物の維管束（藁・アシ・イグサ・パピルス・竹・バガスなど[7]）
  - 藁（稲わらや麦わら） - 中国では唐時代から紙の原料として使われた。日本では1890年代ごろは洋紙の主原料であり、中国などではまだ原料として使用されている。藁には、繊維が細くて短すぎるため弱い紙しかできない、年に1回しか収穫できず腐りやすいため保管が難しい、などの問題点がある。「わら半紙」参照。
  - アシ - 若いススキやアシを原材料にする。
  - カミガヤツリ（パピルス） - カミガヤツリは古来よりパピルスとして利用されてきた。
  - 竹 - 竹紙は、中国で唐時代（7世紀）から作られ、宋時代（10世紀以降）には竹が紙の主原料：唐紙となった。竹の豊富な四川省夾江県や福建省では現在でも毛辺紙や玉扣紙などの竹紙が作られており、工場もある[8]。
  - サトウキビ（バガス） - インド・中国や南米諸国では、製糖時に発生したサトウキビの絞りかすであるバガスからバガスパルプを製造し、紙の原料としている[9][10]。バガスには、森林保護や、省エネルギー、地球温暖化への対策などのメリットがあるとされる。

#### 果実繊維
種子毛では木綿、果実ではカポック、殻ではココナツやヤシなどが原料になる。
- 木綿 - 木綿のぼろ（ラグ）は、欧米で木材以前は紙の主原料であった。しかし、15世紀に印刷技術が確立して紙への需要が大きくなると供給不足になり、木材からの製紙方法が開発される契機となった。日本でも、製造開始直後の1880年代ごろは洋紙の主原料だった。また、綿花の加工途中で生ずる地毛などの短繊維（リンター）を原料として紙を漉くこともできる。木綿のぼろから作られるパルプをラグパルプ、綿花の地毛などの短繊維から作られるパルプをリンターパルプという。なお、通常の木綿は、繊維が長過ぎるため、製紙には使いにくい。
- アブラヤシ - アブラヤシは実からパーム油を絞るために栽培されているが、この絞りかすの繊維は強度が高いため、これを用いて紙をつくることが中国などで実用化されつつある。

#### 葉繊維
マニラ麻・サイザル麻・パイナップルの葉・バナナの葉などが原料になる。
- マニラアサ - マニラアサ（アバカ）は、フィリピンなどで栽培されているバショウ科の植物。アバカパルプは繊維が細長いため、しなやかで強い紙を作ることができる。現在、日本紙幣の主原料となっているほか、ティーバッグ、掃除機の紙パックの原料となっている。
- バナナ - バナナの茎の繊維を用いて、和紙をつくる要領で紙を作ることができる。生産廃棄物の再利用として途上国での利用が期待されている[11]。

### 動物性天然繊維
動物性天然繊維では羊毛や絹などが利用される。
- 毛 - パルプに羊毛を漉き込みフェルトのようなもこもことした見た目と温かなぬくもりやざっくりとした手触りを出すために開発された羊毛紙[12]など。名刺、クリスマスカードやバレンタインカードなどプレゼントカード、ペーパークラフトおよび手芸用・壁紙用紙材などに利用される。
- 羽毛 - 粉砕したパウダー状の羽毛由来ケラチンの吸油性・撥水性・強靭性を生かしてコーティングすることで包装紙やチラシなどに利用される。[13]
- 卵殻膜 - 粉砕したパウダー状の卵殻膜をパルプに配合したもの。高い吸油性や皮膚治癒機能を生かしパーマ用ワインディングペーパーやあぶらとり紙に利用される。[13]

### 化学繊維など
- 化学繊維 - 化学繊維紙（合成繊維紙）は、レーヨン・ナイロン・ビニロン・ポリエステル・アクリロニトリルなど通気性や弾力性・耐摩耗性・耐水性・耐薬品性および防食性・防皺（ぼうしゅう）性など化学繊維の各特性を生かし、フィルターなどの濾過・吸着材、電気絶縁材などの多種な用途に利用される。
- プラスチック紙 - 木材原料の代替としての合成紙。プラスチックの強靭性と撥水性、防汚損性を生かし国外20か国以上でポリマー紙幣などに利用される。またポリスチレンペーパーは印刷に利用される。

### 無機繊維紙
無機物質を主体とするものを無機質紙、無機繊維紙、セラミック紙などという。
- ストーンペーパー - ストーンペーパーは粒子の細かい石灰石粉を高密度ポリエチレン樹脂でシート状に固めた合成紙である。強靭な耐久性と筆記性を持つ[15]。木材原料の代替として開発され製造時に水を使わないので汚水を排出しない[16]。
- ガラス繊維・炭素繊維 - ガラス繊維紙は耐熱・断熱性、電気絶縁性、耐食・耐薬品性、軽量性と強靭性や補強性を生かし電設資材や家電の絶縁材、建材や自動車などの断熱・防水材や成型材に使われる[17]。炭素繊維紙も同様に車や飛行機や自転車、家電やヘルメットなどの成型材や耐食性を生かし耐食タンク、導電性を生かし電設資材や家電の導電材に用いられる[18]。

特に陶紙や不燃紙など填料（後述）を一般用紙よりもはるかに多く（50%以上）内添して機能化した紙を高填料充填紙という。
- 陶紙（陶芸紙） - 粘土を和紙に張り合わせた陶紙（陶芸紙）は成形後焼成すると陶器になる。ペーパークラフト陶芸や折り紙陶芸に利用される[19]。
- 金属酸化物
  - 金属そのものが紙になるわけではないが、金属の酸化物などを紙に漉き込むことで、従来の紙よりも薄く丈夫で透けない高品質の紙を作ることが可能である。元々、白い色合いを持つ酸化チタンなどが使用される場合が多く、長期間に渡って使用、保存される本に使用される[20]。
  - 高填料充填紙で機能性填料に水酸化アルミニウムなどの金属酸化物を利用したものは不燃紙、防炎紙に使われている[14]。
  - 高填料充填紙で機能性填料に酸化スズなどの金属酸化物を利用したものは静電気除去紙に使われている[14]。

## 紙の分類

### 和紙・洋紙・板紙
- 和紙 - 和紙は日本伝来の技術でつくられた紙である[21]。7世紀初めまでに中国から伝来した紙が日本独自に発展したもので、ガンピ・コウゾ・カジノキ・ミツマタなどが原料である。洋紙に比べて繊維が長く丈夫で軽い[22][21]。

- 洋紙 - 主に木材を主原料に機械を使って製造する。日本では1873年に、欧米の機械を導入した初の洋紙工場が設立された。和紙に比べて印刷適性に優れる[22]。なお、木質紙が主流になる以前、洋紙の主原料は木綿のぼろや藁だった。
- 唐紙 - 唐本には竹紙が多く用いられている[21]。紙は和紙・洋紙・唐紙に分類されることがある。
- 板紙 - 紙の中で、主に包装用に使われる厚い紙を板紙（ボール紙）という。紙は和紙・洋紙・板紙に分類されることがある[6]。

### 経済産業省による分類

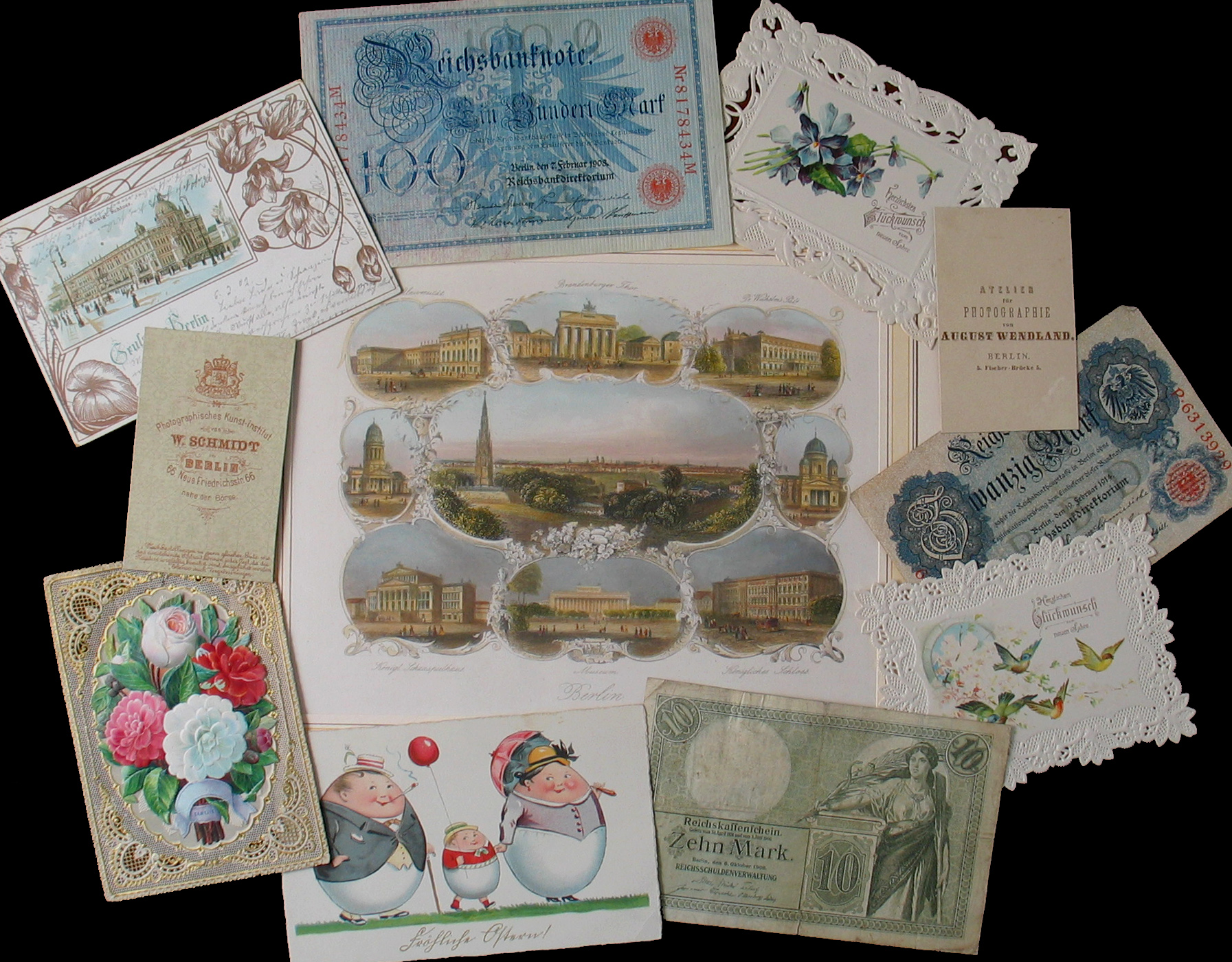
さまざまな紙製品

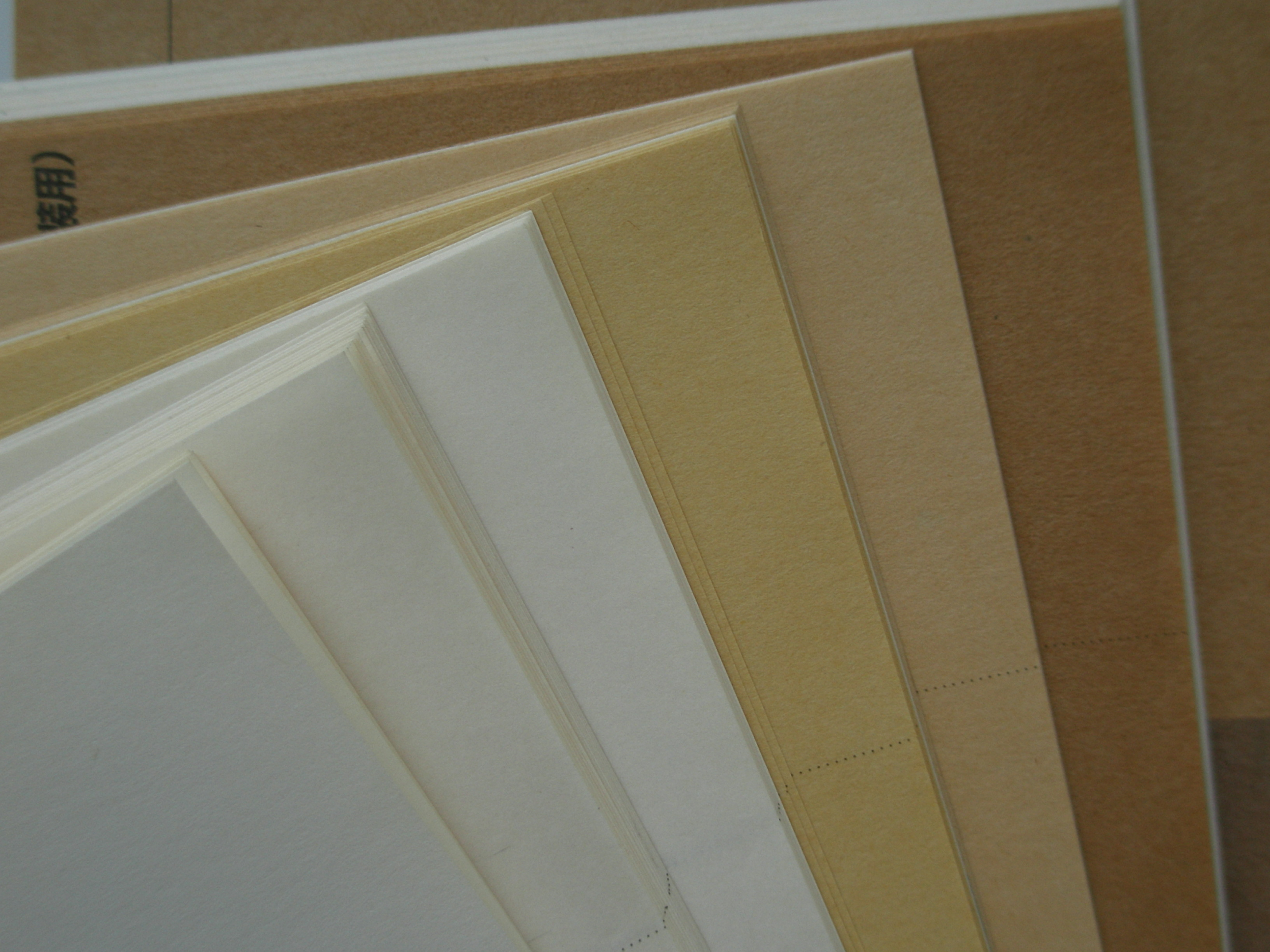
包装用紙の例

経済産業省（旧通産省）では1948年以来、紙・板紙・パルプの品種分類を所管しており、「生産動態統計分類」で紙を分類している。2002年以降の分類は次の通り。

- 新聞巻取紙 - 新聞に使用される新聞紙のこと。「新聞用紙」とも呼ばれる。
- 印刷・情報用紙 - 印刷用紙は印刷されることを前提とした紙を、情報用紙は情報システム用の紙を指す。経済産業省の分類では、以下の5つに分類されている。
  - 非塗工印刷用紙 - 表面を顔料などで塗工していない印刷用の紙。ただし、筆記性や表面強度を改善するため、デンプンなどの薬品が表面に塗布されることも多い。化学パルプの使用割合により、上級印刷用紙（100%、上質紙）、中級印刷用紙（40%から100%、中質紙および上更紙）、下級印刷用紙（40%未満、更紙）に分類される。辞書本文などに使われるインディア紙などの薄葉紙も含まれる。
  - 塗工印刷用紙 - 上級印刷用紙や中級印刷用紙を原紙とし、表面に塗料を塗布した印刷用紙。塗料の量などにより、アート紙・コート紙・軽量コート紙などに分類される。詳細は塗工紙を参照。
  - 微塗工印刷用紙 - 1987年ごろに登場した比較的新しい品種で、塗料の量が塗工印刷用紙よりも少ない。
  - 特殊印刷用紙 - 色上質紙・官製はがきなどを指す。
  - 情報用紙 - コピー用紙・インクジェット用紙・ノーカーボン紙・感光紙・感熱紙などを指す。
- 包装用紙 - 印刷用紙より強度があり、包装紙や封筒に使用される紙である。未晒し包装紙は漂泊されておらず茶褐色。重袋用両更クラフト紙、両更クラフト紙などの種類がある。晒し包装紙は晒しクラフトパルプが原料で、純白ロール紙、晒しクラフト紙などの種類がある。
- 衛生用紙 - ティッシュペーパー・トイレットペーパー・紙おむつ・生理用品などの用途に使用される吸水性を持つ紙である。
- 雑種紙 - 工業用と家庭用に分類される。トレーシングペーパー・合成紙・絶縁紙・剥離紙・ライスペーパー（紙巻きたばこの巻紙）・書道用紙などが該当する。

## 紙の歴史

### 中国での紙の発明と改良

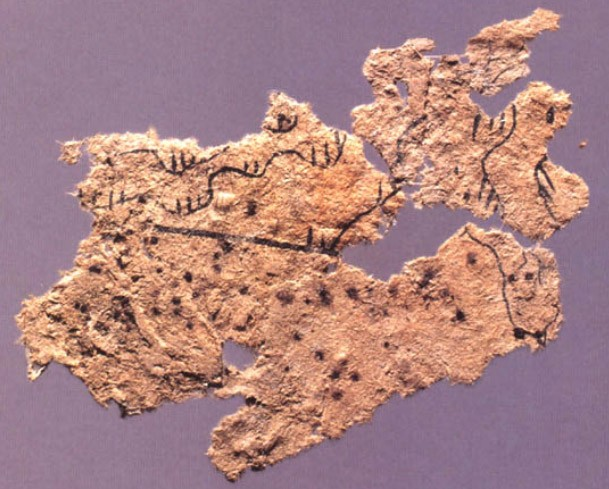
中国、放馬灘で発掘された初期の紙の断片。地図が描かれている。

世界最古の紙は現在、1986年に中国甘粛省の放馬灘（ほうばたん）から出土した「放馬灘紙」だとされている。この紙には、前漢時代の地図が顔料によって描かれており、紀元前150年ごろのものだと推定される。次いで古いのは、紀元前140年～87年ごろのものとされる灞橋紙（はきょうし）である。灞橋紙は陝西省西安市灞橋鎮で出土した。こちらは銅鏡を包む状態であったため、養生目的の梱包ないしは装飾目的の包装（包装紙）に使用されていたと推測される。
『後漢書』に、105年に蔡倫が樹皮やアサのぼろ、漁網などを使って紙を作り和帝に献上したという内容の記述がある。蔡倫の考案した紙は薄く均質で滑らかな表面の文字を書くのに便利な為「蔡侯紙」と呼ばれ、宮中で絹帛に代わって用いられるようになったことから、蔡倫は文字の記録媒体としての紙の製造法を確立した人物という説が一般的である。西晋の時代（3世紀）には、左思の『三都賦』を写すために紙の価格が高騰したという記録が『晋書』に記載されており、「洛陽の紙価を高からしむ」という故事成語になっている。
紙はその後も改良され、唐時代（8世紀）には樹皮を主原料とした紙や、竹や藁を原料として混ぜた紙が作られるようになった。宋や明の時代（10世紀以降）には、出版が盛んとなったため大量の紙が必要となり、竹紙が盛んに作られた。明末の1637年に刊行された『天工開物』には、製紙の項目で、竹紙と樹皮を原料とした紙の製法を取り上げている。
紙は羊皮紙や絹に比べれば1/100以下の価格だったが、それでも日常用途で使用するのは上流階級と役所が中心であり、宋代の紙は今の物価で1枚数十円と高価なものであった。11世紀の詩人であった蘇舜欽は、自分が勤めていた役所で出た反古紙（書き損じの紙、役所で使用する紙は民間用途の2倍以上の価格で高級品）を売って、その代金で宴会を開いたために横領で糾弾されている。清の雍正帝（第5代皇帝）は質素・倹約を掲げていたので、重要な公文書などでない限り、紙は裏返して使うように勧めていた。

### 日本への伝播
製紙技術は中国から7世紀までに伝えられた。この技術から派生して、「和紙」となった。
布・楮・三椏・麻・梶・桑・雁皮など、材料は色々工夫され、用途に合わせて様々な品質の紙が製造された。しかし日本においても紙は高価であり、ゆえに日本各地の特産物として生産された。一方、紙の再利用も行われており、使用後に裏紙部分に再度筆記（紙背文書）したり、漉き直しつまりリサイクルして使用された。漉直しの紙は「漉返紙（宿紙、紙屋紙）」と呼ばれた。朝廷では図書寮紙屋院でこの作業が行われており、このリサイクル紙は朝廷の正規の文書でも略式命令（綸旨など）などの場合には使用された。
欧州から「洋紙」が入ってくるのは安土桃山時代以降、洋紙の本格的な製造は明治時代以降となる。

### イスラム世界への伝播
紙の製法が中国からイスラム世界に伝わった契機は751年のタラス河畔の戦いで、アッバース朝軍に捕えられた唐の捕虜に紙職人がいたことである。サマルカンドでは、757年に製紙工場が造られた。イスラム世界では紙の原料となる植物が存在しなかったため、紙の原料として亜麻を使ったり、サイズ剤として小麦粉から作ったデンプンを使うなどの工夫がされた。こうした紙はイスラム世界で広く知られるようになった。
その後、バグダッド・ダマスカス・カイロ・フェズなどイスラム世界の各都市に製紙工場が造られ、その技術は1100年にはモロッコまで伝わった。紙は、イスラム世界で主要な筆記媒体となり、ヨーロッパへも輸出された。1144年には、当時タイファ（イスラム諸王国）の支配下にあったイベリア半島のシャティヴァに、ヨーロッパ初の製紙工場が造られた。

### ヨーロッパへの伝播

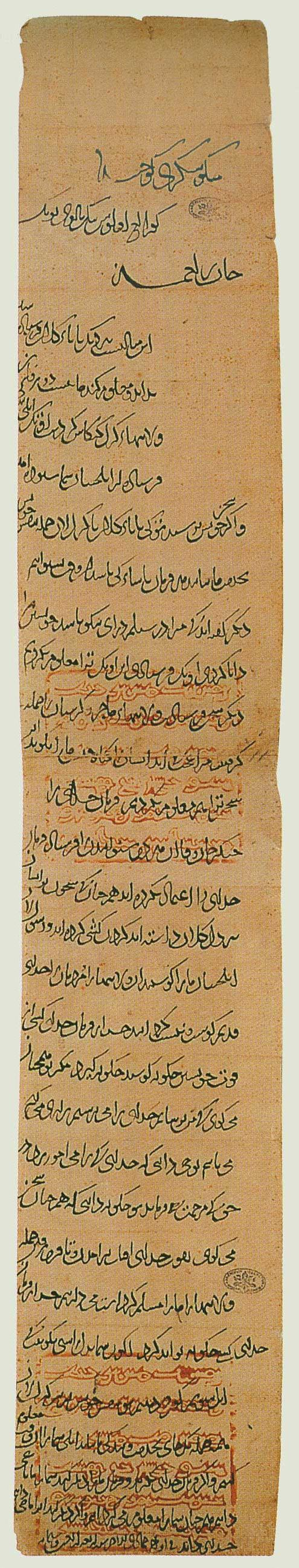
グユクのインノケンティウス4世宛国書

モンゴル帝国皇帝グユクが、教皇庁使節のプラノ・カルピニに持たせ、ローマ教皇インノケンティウス4世に宛てた国書（降伏勧告の通達文）が残っている。これが歴史上、ローマ法王が最初に触れた紙だとされている。
ただし、遡る1102年にはシチリアに（シチリアの征服（1061年-1091年）完了後間もない頃）、1189年にはフランスのエローで、1276年にはイタリアのファブリアーノで製紙工場（Paper mill）が造られた。これ以降14世紀までの間、ヨーロッパでの紙の供給地は、イタリアとなった。1282年には、ファブリアーノで透かし（イタリア語: Filigrana）が発明されている。
その後、製紙工場はヨーロッパ各地で造られ、アメリカでも1690年にフィラデルフィアに設立されている。フィラデルフィアの建設は1682年に始まったばかりであった。

#### 印刷技術の確立と原料不足
1450年ごろにグーテンベルクにより活版印刷が実用化されると、印刷物が大量に造られるようになった。1473年には機械で印刷された楽譜が初めて登場した。1488年にはイタリアのソンチーノに作られた印刷所"Casa degli Stampatori"（it:Soncino#Musei）でヘブライ語聖書（タナハ、旧約聖書）が印刷された。こうして印刷物が世界中に広がり、紙の需要は増大した一方で、慢性的な紙の原料不足を引き起こし始めた。

#### 製紙工業の確立
ユグノー戦争（1562年 - 1598年）の終わりに、アンリ4世がナントの勅令（1598年）を発したことで、多くのユグノーがフランスから亡命した。特にオーヴェルニュやアングモアのユグノーが亡命したことは、フランス製の紙を輸入していたイギリス・オランダにも大きな影響を与え、ヨーロッパでは製紙の機械化が進められた。叩解（英語: beating process）には、紙の製法がヨーロッパに伝播した時点から、水車を動力源に石臼を動かすスタンパー（英語: stamp mills）が使われており、1680年にはより効率的なホランダー（オランダ語: maalbak または オランダ語: Hollander）が発明された。連続型抄紙機は、1798年にはフランスのエンジニアルイ＝ニコラ・ロベール（発明家ロベール兄弟は別人）によって小型模型が作られ、1826年にイギリスのエンジニアブライアン・ドンキンが完成させた。
一方、紙の原料不足については、特に19世紀には大きな問題となった。当時、紙の主原料は亜麻や木綿のぼろであったが、木材を使うことで解決された。1719年にフランスのルネ・レオミュール（フランス語: René Antoine Ferchault de Réaumur）は、スズメバチが木材をかみ砕いて巣を作っている様子を観察した結果として、木材から紙を作ることができるという内容の論文を発表した。ドイツのフリードリッヒ・ケラー（1840年）とカナダのCharles Fenerty（1844年）は砕木パルプを作るためのグラインダーを考案し、グラインダーは1846年に実用化された。また、1851年には苛性ソーダを用いた化学パルプの製造がイギリスで成功し、1854年に実用化した。当時、木材には針葉樹の丸太が使用された。尚、当時はまだ紙は貴重であった。
1844年、イギリスでピール銀行条例によってイングランド銀行が中央銀行として銀行券「スターリング・ポンド紙幣」の発券を独占した（通貨学派対銀行学派）。贋金の偽造防止技術として従来の透かし以外の技術が開発され始めた。
20世紀にかけて砕木パルプ・化学パルプともに改良が加えられ、木材を原料とした紙が機械で大量生産されるようになった。1940年代以降、クラフトパルプ製造法が確立され、広葉樹を利用できるようになった。また、1960年には木材チップをパルプ化する方法が開発された。

### 製紙用薬品の普及
1970年ごろから、酸性紙は50年を超えるような長期保存ができないことが問題となり、硫酸バンドやロジン系サイズ剤を使わず、石油を原料とした中性サイズ剤を使う方法が考案された。
同じく1970年代ごろから、強度を高める目的で従来のデンプン類に代えてポリアクリルアミドを紙力増強剤として使う方法が考案され、また、公害防止のために、排水中のBOD、COD、微細固形物を削減する取り組みが進められ、ポリアクリルアミドを歩留まり剤や凝集剤として使うことが広がった。
1980年代以降、古紙のリサイクル比率が高まり、古紙に付着している印刷インクを除去する脱墨剤として合成の界面活性剤が応用されるようになった。

### 日本の洋紙製造史
- 1871年（明治4年） - 日本初の製紙会社である洋法楮製商社が設立。しかし製造には至らず。
- 1872年 - 有恒社設立。
- 1873年 - 初代王子製紙設立。
- 1874年（明治7年）6月 - 有恒社が、東京に設置した輸入抄紙機で日本初の洋紙を生産。
- 1874年12月 - 蓬萊社が大阪中之島の製糖工場に百武安兵衛がイギリスから輸入した抄紙機を設置、翌年稼動。
- 1875年 - 王子製紙の工場竣工。政府の地券用紙などを製造。
- 1876年 - 三田製紙所開業。
- 1876年 - 府営パピール・ファブリックが京都で開業。初の公営洋紙工場。ドイツ製、桂川を利用した水力方式。（1880年に、民間払い下げで磯野製紙場となる。）
- 1877年 - 神戸製紙所開業。日本の製紙業界では、ここまでに開設した6社が「日本の製紙創業に関わった6社」とされる。
- 1887年 - 富士製紙設立。（後に洋紙生産量国内首位となるが、1933年に初代王子製紙に併合される。）
- 1889年 - 王子製紙気田工場（静岡県）竣工。日本初の本格的亜硫酸法パルプ工場。
- 1890年 - 富士製紙第一工場（入山瀬工場）稼動。日本初の砕木パルプ（GP）製造工場。
- 1898年4月1日 - 岩崎久弥がウォルシュ兄弟が経営する神戸三宮の神戸製紙所を買収し、合資会社神戸製作所として設立（後の三菱製紙）。
- 1924年6月 - 王子製紙が有恒社の事業を買収、亀戸工場とし、有恒社解散。

### 紙発明以前
紙が発明され普及する前から、人間は世界各地でさまざまなものを文字などを筆記する媒体として利用してきた。例えば、次のものが知られている。
| 筆記媒体         | 地域                                        | 説明 |
| ---------------- | ------------------------------------------- | --- |
| 石               | 世界各地                                    | 人類は伝えたい内容や切なる祈りを絵や文字として、石に刻んだ。自然の洞窟や断崖の壁面、人工的に切り出した石塊、または持ち運びできる小さな石など。万人が閲覧できる状態であったであろうものから、自分のために書かれたであろうものまで、その用途は様々である。摩耗・風化などはあるが石は保存耐性が高いため、数百もしくは数千年を経てなお今日でも読むことができるものが世界各地に存在する。これとは別に、当時の金属製品や土器に刻まれた文字もある。 |
| 粘土板           | 古代メソポタミア                            | 泥を、板の形にして干したもの。重く嵩張るのが欠点ではあるが、書き損じの修正が容易であり、また焼いてしまえばそれ以上の改竄は不可能になるという利点があった。 |
| パピルス         | 古代エジプト のち西アジア・ヨーロッパ       | パピルス（植物）の幹を薄く削ぎ、直角に交叉させ、おし叩いて接着したもの。なお、「papyrus」は英語で紙を意味する「paper」の語源となっている。誤解されがちだが、古代エジプトはパピルスだけを使用していたのではなく、樹皮・粘土・木材・金属・陶器など、滑らかな表面を持つものは全て、文字を記すために使われた。 |
| オストラコン     | 古代ギリシャ、古代エジプト                  | 主に陶器の破片を利用したもの。少ない文言のメモから、長文のものまで存在した。エジプトでは「シヌヘの物語」や「夢のオストラカ」が書かれた長文も出土する。ギリシャでは政治家の信任投票に使われたことで著名であり、陶片ではなく投票記入専用のオストラコンが製造された。その投票「陶片追放」（オストラキスモス）の語源でもある。 |
| 蝋板             | 西アジア・ヨーロッパ                        | 木枠で囲んだ板の表面を蝋（ワックス）の層で覆ったもの。書き直しが容易で携帯に便利な事から、メモ、速記、経理などに用いられた。長期保存ができない、改竄が簡単にできるのが欠点である。 |
| 羊皮紙           | 西アジア・ヨーロッパ                        | 動物の皮を筆記用に加工したもの。羊・仔牛・山羊・鹿・豚の皮革を原材料にしたもの。表面を削れば、書き損じの修正や、再利用ができるのが利点であるが、他方、改竄が容易になるのは欠点である。 |
| 貝多羅葉（貝葉） | インド、東南アジア                          | 主に椰子の葉を筆記用に加工したもの。写経などに使われた。かさばるため、大量の筆記には不向き。 |
| アマテ           | 中南米 （アステカ・マヤ・オルメカ文明など） | Ficus insipidaなどのクワ科やイチジク属の木の樹皮を煮て石で叩き伸ばし、のち整形したもの。 |
| その他樹皮       | 各地                                        | 東南アジアでは桑の樹皮が写経などに使われた。欧州北部ではシラカバの樹皮が用いられた。 |
| 木簡・竹簡・経木 | 中国・朝鮮・日本                            | 木や竹を、墨で筆記できるように細長い板にしたもの。風雨や衝撃に対して紙より丈夫であり、また削って再利用できる利点があることから、紙が普及してからも荷札などで便利に使われた。一方で簡単に改竄ができてしまうのが欠点であった。 |
| 帛書             | 中国・朝鮮・日本                            | 絹の布。高価なため希少であり、のちには高級な書や工芸品に使用された。格下の用途としては木綿布や麻布も使用された。 |

## 紙の製造

### 紙の作り方
紙は、植物繊維から次の手順で作る。
1. 植物繊維を取り出す
2. 紙をすく
3. 脱水・乾燥する

『天工開物』での竹紙の作り方

こうした紙の作り方は、古代中国で発明されて以来、基本的には変わっていない。中国で明末の1637年に書かれた『天工開物』では、竹紙の作り方を次のように記述している。
1. 斬竹漂塘 - 竹を切り、ため池に漬ける
2. 煮楻足火 - 十分に煮る
3. 蕩料入簾 - 竹麻を簾（れん）ですく
4. 覆簾壓紙 - 簾をひっくり返し、紙を積み重ねる
5. 透火焙乾 - 火を通し、紙を焙り乾かす

#### 植物繊維を取り出す
伝統的な製紙方法では、原料となる植物や木綿やアサのぼろを、アルカリ性の溶液で煮て、軟らかくする。こうして取り出した植物繊維は、パルプに相当する。また、古紙を水につけてパルプを作ることもできる。例えば、牛乳パックからパルプを作ることができる。
植物から繊維を取り出して紙をすくときには、パルプを叩き、繊維が切断・水和・膨潤・絡み合うようにする作業が必要である。こうした作業を叩解（こうかい） という。パルプを叩解すると、繊維はまず内部フィブリル化し、次に外部フィブリル化する。
- 内部フィブリル化 - 繊維の組織がゆるみ、軟らかくなる。
- 外部フィブリル化 - 繊維の表面から、ごく短い繊維の束（フィブリル）が出てくる。

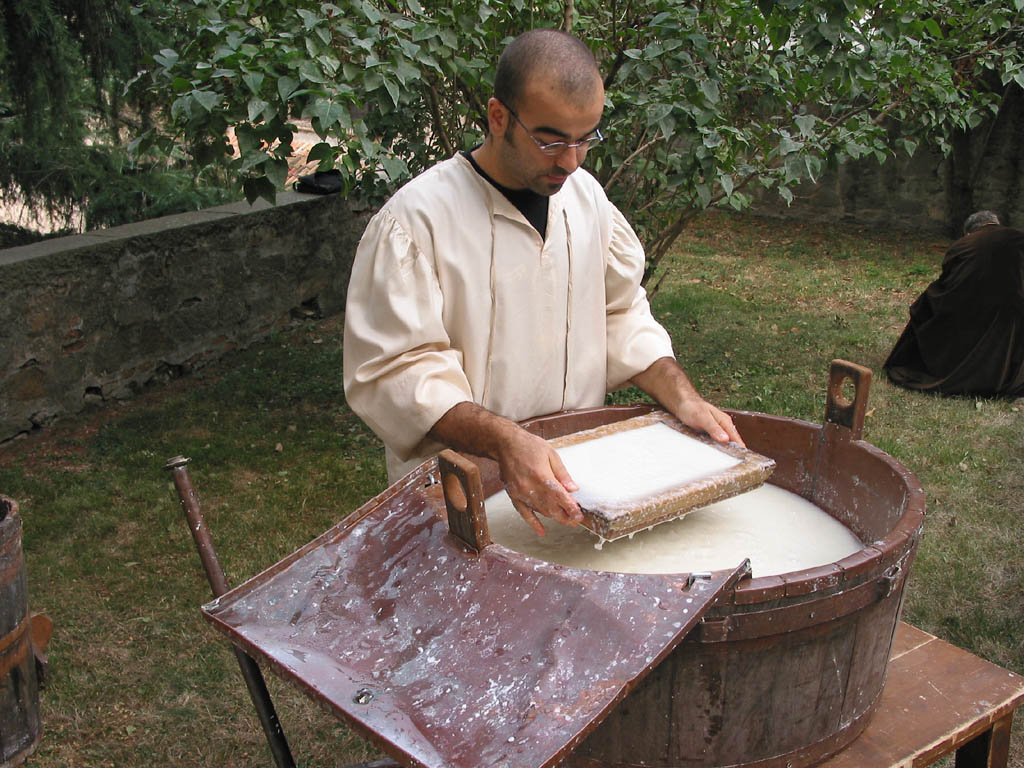
紙漉き。イタリア・モンセーリチェの中世祭にて

#### 紙をすく
水に溶かしたパルプを簀の子（すのこ）や網の上に広げることを「すく」という。「すく」は、手で行う場合は「漉く」、機械で行う場合には「抄く」と表記する。手漉きの場合、紙は1枚ずつすく。一方、機械抄きの場合は連続して紙をすくため、高速で紙を製造できる。

### 紙料
パルプを水に溶かして散らしたものを紙料（原質、完成原料）といい、紙料から紙は作られる。

#### 木材パルプ
木材は、1840年代に木材パルプの製造方法が確立して以来、紙の原料として使われるようになった。日本では、1889年に最初の木材パルプ工場が建設された。木材パルプの原料にはもともとマツ科を主とする針葉樹が使われており、やがて広葉樹も使われるようになった。針葉樹の繊維は広葉樹の繊維より太く長いため、一般的に針葉樹から製造した紙の方が強い。日本では1960年代から広葉樹がつかわれはじめ、その後は広葉樹の方が多くなっている。強度が求められる新聞巻取紙や紙袋、封筒、飲料用紙パックなどでは針葉樹が使われることが多い。一方、現在の印刷・情報用紙の多くは、広葉樹が主原料になっている。
針葉樹では仮道管が、広葉樹では木繊維細胞が主に使われる。その他の組織も紙の中に入り込むが、広葉樹の場合、導管要素は細胞が大きく、成形の不揃いや印刷適性の劣化を生じてしまう。

#### 古紙
古紙は木材チップとともに主要な製紙原料である。現在、古紙の利用率は世界で約50%と推定されている。日本では約60%である。
古紙を元に紙を作ることは紙の発明直後から行われていたと考えられ、1100年ごろの中国では古紙再生が奨励されている。日本では平安時代に故人が生前に書いた手紙などを漉き直し、法華経を筆写して供養することがあり、これは「故紙」と呼ばれた。江戸時代には江戸の浅草紙、京都の西桐院紙、大阪の港紙などの再生紙が存在した。
紙は排出されるゴミに占める比率が高く、家庭では25%、オフィスからは46%（1988年度）が相当する。これらが古紙として再生されることはゴミ軽減の効果が大きい。

### 洋紙の製造
洋紙の製造では、幅広の紙を機械を使って連続的に抄くため、大量生産が可能となっている。洋紙製造には、次の工程がある。
1. パルプ化工程
2. 調成工程
3. 抄造工程
4. 塗工工程
5. 仕上・加工工程

#### パルプ化工程

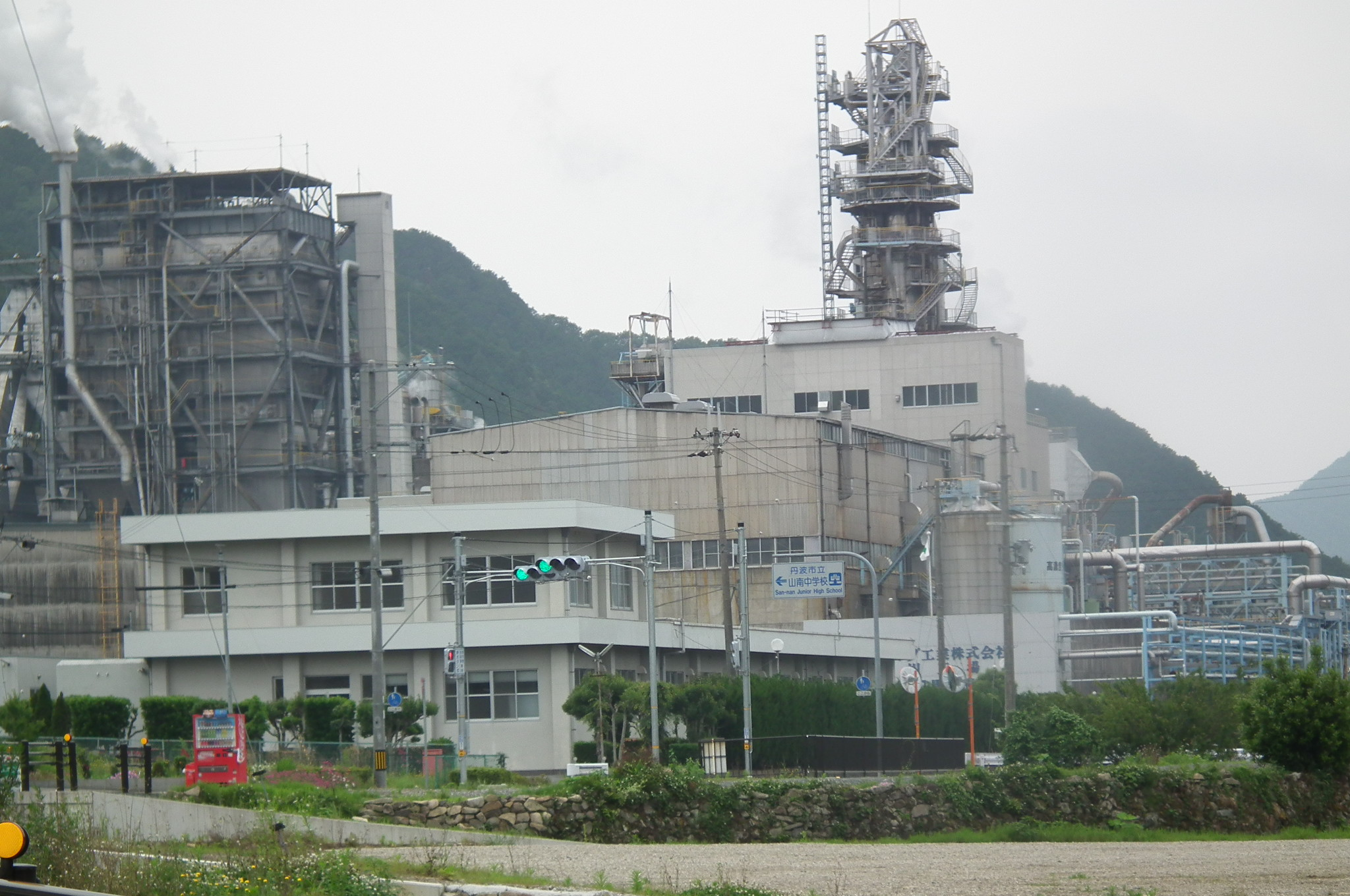
右手の高い塔が蒸解釜

パルプは、その後の工程と同じ工場の中で製造する場合と、別の工場で製造する場合がある。パルプ製造とその後の工程を両方とも行う工場は、紙パルプ一貫工場と呼ばれる。
洋紙の製造過程では多くの場合、木材からパルプを製造する。木材から製造するパルプは、製造方法により機械パルプと化学パルプに大別される。現在、化学パルプでは、クラフトパルプが一般的である。また、古紙から作るパルプも多く用いられており、古紙脱墨パルプと呼ばれる。白い紙を作る場合、パルプ製造過程でパルプを漂白する。漂白したパルプは、晒しパルプと呼ばれる。
近代的な工場では一般に蒸解釜が使われるが、1950年代までは蒸気加熱したチップを蒸解釜に仕込む1ベッセル方式が主流であった。スウェーデンのカミヤ社が開発した連続式パルプ化方式が実用化されたあとは現在に至るまでチップを蒸気加熱後に、浸透タワーを経由してから蒸解釜に仕込む2ベッセル方式が主流となった。木材からパルプを取り出すにはまず、パルプを煮て柔らかくする必要があり、長時間高温・高圧で煮込む。この方式には釜の大きさに応じた量を1回ごとに煮込む「バッチ式」と、連続して煮込む「連続式」があるが、チップを縦に細長い円筒容器の頂部から投入し、薬液と混入し煮たのち、底部から連続的に取り出す方式が連続蒸解釜であり、カミヤ式連続蒸解釜が主流となった。2ベッセル方式のメリットは、薬液浸透の難しい樹種にも蒸解薬液(白液)をチップに充分にしみ込ませることが可能である点であり、1970年代に開発された。製紙会社によく見る、巨大な塔はこの蒸解釜である。

#### 調成工程
調成工程では、各種パルプを混合し、叩解し、薬品を添加する。叩解には、かつてはビーター、現在はリファイナーという機械が使われる。調成工程を経たパルプを、紙料という。

#### 抄紙工程
抄紙工程では、抄紙機を使い、紙料を1%程度に水で薄めたものを原料に、次の工程で紙を抄く。
1. ワイヤーパート- 紙料を、網（ワイヤー）の上に流して薄く平（たいら）にすることで、湿紙を作る。水分が重力によって脱落し、紙料の水分は99%から80%程度になる。
2. プレスパート - 湿紙にフェルト（毛布）を当てて上下から圧縮することで、水分を搾り取る。この工程で、湿紙の水分は55%程度になる。
3. ドライヤーパート - 湿紙を加温して水分を蒸発させ、水分が8%程度になるまで乾燥させる。

#### 塗工工程
塗工紙の場合は、コーターを使い、紙の表面を顔料などで塗工する。コーターには、抄紙機と直結することで抄紙・塗工を1工程とするオンマシン式と、抄紙とは別工程とするオフマシン式がある。

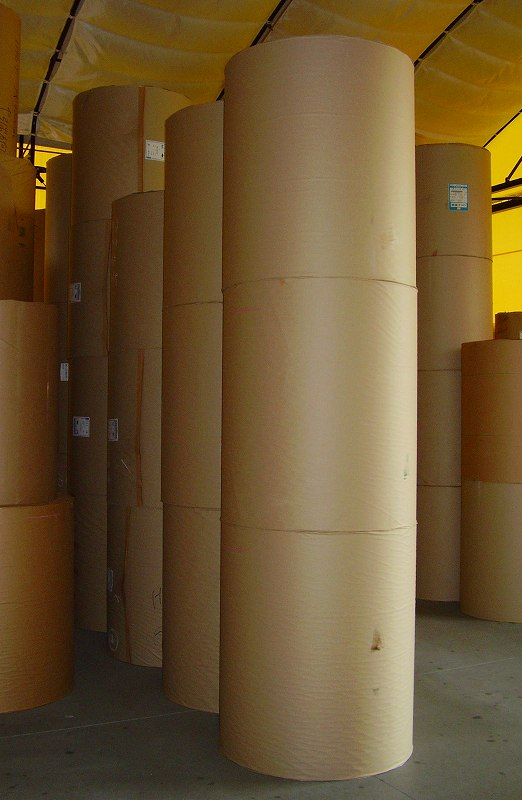
ロール状の原紙

#### 仕上・加工工程
乾燥し、抄紙機またはコーターから出てきた紙は、次の工程で仕上・加工する。
1. カレンダリング
2. リールによる巻き取り
3. ワインダーやカッターで断裁
4. 包装
5. 出荷

### 紙に添加される薬品
各種洋紙に添加される主な薬品は次の通り。薬品は、調成工程でパルプに混合されたり、塗工工程で紙の表面に塗工されたりする。機械抄き和紙にも合成ねり（粘剤）などの薬品が用いられている。詳細は製紙用薬品を参照。
サイズ剤
水性インクなどのにじみを防ぐ。かつてはロジンと硫酸バンド（硫酸アルミニウム）が広く使われており、そうした紙は酸性紙という。酸性紙は寿命が50年から100年で、図書館での蔵書の保管などで寿命が短すぎることが大きな問題になった。中性紙は、硫酸バンドの代わりに、AKDやASAなどの中性サイズ剤を用いており、寿命は酸性紙の4倍から6倍といわれている。現在、印刷用紙やPPC用紙では中性紙が使われることが多く、酸性紙は新聞や雑誌など長期保存の必要がない用途で使われる。
填料
繊維間の隙間を埋め、不透明度・白色度・平滑度・インク吸収性を向上させる。従来からカオリンなどのクレー（白色粘土）やタルク（滑石）が使われているほか、中性紙では炭酸カルシウムが使われる。填料は、印刷用紙やPPC用紙などには5%から20%程度、辞書などに使う薄葉印刷用紙では25%程度が含まれる。
紙力増強剤
紙の強度を高くする。紙が乾いた状態での強さを上げる乾燥紙力増強剤と濡れた状態での強さを上げる湿潤紙力増強剤に分かれる。主にデンプンやポリアクリルアミドが使われる。
染料
染料は、紙に色を付けたり、白さを高めたりする。白さを高めるには、繊維の黄色の補色である青色の染料が使われる。また、書籍などでは、文字を読みやすくするため、淡い黄色の染料を使う。蛍光染料は、白さを特に高めるために使う。
塗料
高級印刷用紙などの美感や平滑さを高める目的で塗料が紙の表面に塗布されることがあり、そうした紙は塗工紙という。塗料は、カオリンや炭酸カルシウムなどの白色顔料と、デンプンやラテックスなどのバインダー（接着剤）を混合して作る。

### 生産・消費量
日本製紙連合会の調べによれば、2012年における世界の紙・板紙の生産量は、前年比0.4%増の約4億トン。国別生産量のトップは中華人民共和国で10,250万トン。次いでアメリカ合衆国の7,438万トン、日本2,608万トンは世界3位に位置している。国民1人当たりの消費量のトップはベルギーで約318kg。次いでオーストラリアの約252kg、ドイツの約243kgが続く。日本は約218kg。
2017年の世界の紙・板紙生産量は、4.2億トンと2016年比1.7%増加。北米や欧州、日本などのこれまでの紙パルプ産業をけん引してきた国が、シェアを落とす中、アジア地域の存在感が増してきている。

## 紙の物性

### 基本物性
紙の基本物性と評価には、以下のような項目がある。
こわさ
紙が自重を支える性質（紙のこし）を表す。幅2cmのテープ状に切った紙を水平に保持し、垂れ下がり始める長さで測る。また、垂直に保持して左右に傾け、それぞれの方向で垂れ下がる角度の計が直角になった時の長さをcm単位で計測し、長さの3乗を100で割った値をクラークこわさと言う。紙箱など、紙のみで形を維持させるような場合には強いこわさが求められる。
引張り強さ
紙が引きちぎる力に抵抗する性質を表す。幅15mm、長さ20cmの試験片を用意し、両端各1cm幅を挟んで引張り試験機で測定する。破断時の荷重やエネルギーおよび紙の伸びを計測し、単位面積当たりの仕事量をタフネスとして示す。また、この結果から断裂長を導くこともある。これは、紙を非常に長いテープ状にして吊り下げた場合に破断を起こす長さに換算したもので、km単位で表される。
耐磨耗強さ
紙同士、または紙と他の物質が繰り返し摺り合わさった場合に生じる紙表面のムケなどを調べる。テーパー型磨耗試験などを用いて一定の時間・速度・圧力で摺り合わせを行い、単位質量の減少で測定する。
引裂強さ
紙が横方向に引き裂かれる時の強さを表す。4枚重ねて両端を固定した紙の中央下部端に2mmの切れ目を入れ、片方に振り子をつけて揺らす。これにより起こる引裂きの抵抗値を測定する。この数値を16枚重ね相当に換算した値をエレメンドルフ引き裂き強さ（内部引裂強さ）と言う。
破裂強さ
内容物がある紙袋の破裂に対する強さを表す。中央に円形の穴があるドーナッツ状の抑え板で紙を挟み、穴の部分にゴム製の風船を当てて膨らます。やがて紙が破れた際の圧力を破裂強さと言う。
衝撃引張り強さ
紙に強い衝撃が加わった際に抵抗する強さを表す。アイゾット衝撃試験を行う。
耐折れ強さ
繰り返し折りたたみ、開かれることに対する紙の強さを表す。
実際に折り開くことを繰り返して、紙の強さを測定する。また、折りたたみによって起こり紙の破断は、背側に亀裂が入り起こることが多い。そこで、紙に罫線（表面だけに加わった切り込み）を入れて、それを背に折りたたみ割れの状態を観察する方法もある。

### 要求物性
紙は、その用途に応じた性能が求められる。印刷を前提とした紙にはインクを沁み込ませる機能が必要となり、吸水度をクレム法やコップ法などで計測する。逆に包装材料の中には防水や耐水性を付与した紙もある。食品包装用には油や脂質への耐性が求められるものも多くある。壁紙では難燃性が求められる。
また、作業性や機械適性も紙の要求機能に入る。製函・段ボール製造などでは生産機械を用いて大量製造される際、紙がカールしていては使用に耐えにくい。印刷では、紙の表面硬度や平滑性、印刷時の圧縮性やインクとの適性（チョーキングや裏抜け）、紙粉発生によるパイリングの防止、オフセット印刷における紙中の水分が原因となるブリスタリングなどがある。その他、OA用紙では給排紙機能や走行機能、耐候性、トナーやインクの定着や解像度なども問題となる。

## 紙の規格

### 紙に関係する規格・法令
- ISO（国際標準化機構）
- RoHS指令
- PRTR制度（Pollutant Release and Transfer Register）
- MSDS制度（Material Safety Data Sheet）=化学物質安全性データシート
- ICPデータ（Inductively Coupled Plasma Data）=誘導結合プラズマによる分析データで特定有害物質などの元素分析に用いられる。RoHS指令に対する不使用の証明として求められることが多い。
- 容器包装リサイクル法
- グリーン購入法
- 森林認証制度

### 寸法
紙の寸法には、断裁に必要なまわりの余白を含めた原紙寸法と、製品に仕上げたときの寸法である紙加工仕上げ寸法がある。こうした寸法は、日本工業規格やISOにより規格化されている。

A列
B列

原紙寸法には次の種類がある。
| 種類       | 寸法(mm) |
| ---------- | -------- |
| A列本判    | 625×880  |
| B列本判    | 765×1085 |
| 四六判     | 788×1091 |
| 菊判       | 636×939  |
| ハトロン判 | 900×1200 |

仕上げ寸法には、A列とB列がある。
- A列
- B列

### 枚数の単位

#### 連
1連とは一定寸法に仕上げられた紙1,000枚（板紙の場合は100枚）のことで、紙取引の基準となる枚数である。小数点を使い、2.5連（2,500枚）のように表す場合もある。

### 質量の単位

#### 坪量
坪量は、紙や板紙の基準となる重さを、単位面積である1m2あたりの質量で表す。単位はg/m2。坪量は紙の基本品質を表す、重要な項目である。米坪ともいう。元は1尺四方あたりの匁単位の質量のことを坪量と呼んだ（坪を参照）。厚さについて言及する際、単に「グラム」と言った場合は坪量（米坪）を指す。

#### 連量
連量は、一定寸法に仕上げられた紙1,000枚（1連）の質量。寸法は日本の場合、板紙では実際に取引する紙の寸法、板紙以外では四六判（788mm×1,091mm）が一般的である。1連が1,000枚でないのが通常（例えば100枚）である用紙の場合には連量も変わる。
連量は、紙の重みだけでなく、厚みを比較する目安としても捉えられている。厚い紙は、郵便はがきで209.3kg、薄いものは純白ロール紙34kgがある。ただし、紙質によって同じ厚みでも密度は異なるため、あくまで目安。同質の紙同士で厚みを比較する際にはよい参考になる。厚さについて言及する際、単に「キロ（グラム）」と言った場合は（四六判にした時の）連量を指す。

## 現代社会と紙

### 紙とコンピュータ
コンピュータなどの電子技術が普及すれば、紙を使わなくなるペーパーレスが実現し、印刷や配布、紙の保管などのコストを削減できるだろう、とする予想があった。
しかし、コンピュータが高度に普及した現代においても、紙の使用量は減少していない。紙に代わるデジタルドキュメントシステムで、移行の手間などやはり大きなコストが発生すること、紙のアフォーダンスを再現することが難しいことなどが原因としてあげられる。

### 紙と環境問題
紙は、環境問題で議論の対象となることが多い。日本国内で生産される紙の原料の約6割は古紙だが、残りの約4割は木材などを原料としたバージンパルプである。バージンパルプの原料には、丸太を製材に加工する際に発生する残材（端材）なども使われるが、丸太を2～3cmの大きさに砕いた木材チップが用いられている。木材チップは国内産のものもあるが、日本国外から輸入されるものの方が多い。木材チップの原料には、主にユーカリやアカシアなどの植林木が用いられている。しかし、植林を行なうためにその土地の天然林を伐採している事例もあるとの指摘がある。また、木材チップの原料の一部には天然林から伐採された丸太も用いられており、環境団体からは、天然林の伐採対象には生物多様性が豊かな原生林も含まれていることが指摘されている。